# Aron Rask
Aron Teodor Rask, född 2 april 1883 i Brismene församling, Skaraborgs län, död 22 september 1950 i Linköping, var en svensk folkskollärare och socialdemokratisk kommunalpolitiker.
Rask, som var son till soldaten Efraim Rask och Matilda Johansdotter, var verksam som handelsbiträde 1901–1907 och senare folkskollärare. Han invaldes som ledamot av stadsfullmäktige i Linköpings stad 1918, av dess beredningsutskott 1926, blev vice ordförande i stadsfullmäktige 1934 och var dess ordförande 1939–1946. Han var vice ordförande i lasarettsdirektionen från 1934, ordförande i Linköpings kyrkofullmäktige, kassör i tryckeriföreningen Östergyllen från 1931, styrelseledamot i AB Östgöten från 1935, i Linköpings sjukkassa från 1935, huvudman i sparbanken från 1934, styrelseledamot i kafébolaget och ledamot av stadsrevisionen från 1928. Han var även ledamot av Östergötlands läns landsting 1943–1946.